# Río Mono
El río Mono es uno de los ríos más importantes de Togo, en África Occidental. Con sus 450 km es el río más grande del país; su cuenca comprende toda la parte centro-oriental y sur-oriental de Togo y parte de la zona sur-occidental de Benín. Nace de los Montes de Togo vecino al límite entre la Región de Kara y la Región Central; corre al sur atravesando la parte centro-oriental de la Región Central donde recibe las aguas de su más importante afluente, el Ogou. En la región del Plateaux el hombre ha formado un lago artificial de relevante tamaño, el Lago de Nangbéto.
El Mono forma la frontera meridional entre Togo y Benín durante un gran tramo. El río desemboca en el Golfo de Guinea atravesando antes un extenso sistema de  lagos, lagunas y lagunas costeras, incluyendo al Lago Togo.